# DC塔

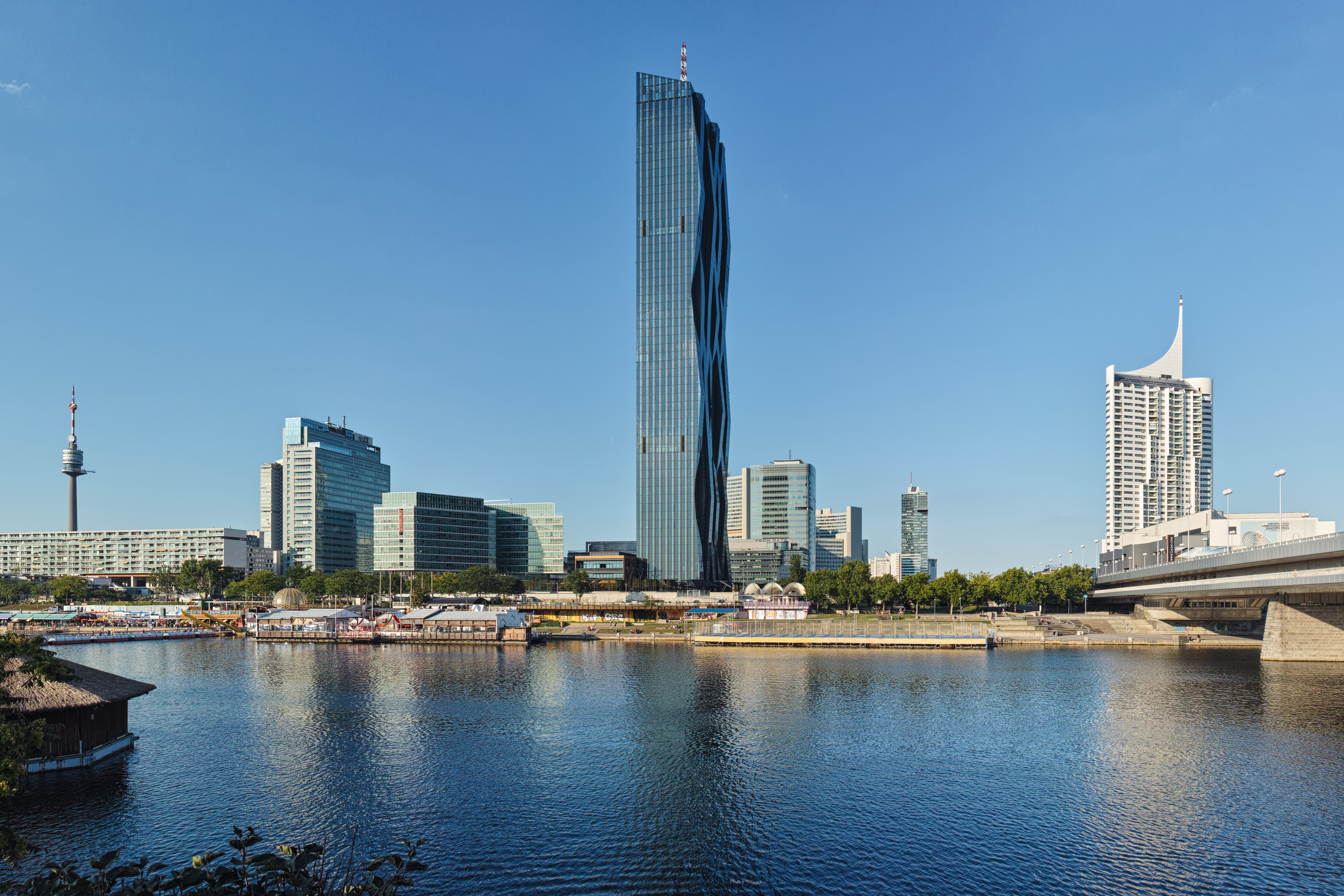

DC塔（DC Towers）是奧地利維也納多瑙城的一座建築。這座建築計劃建為雙子塔，其一期工程在2013年10月竣工。第二期工程將在未來開始。一期工程高220米，是奧地利最高的建築。

## 外部連結
- 维基共享资源上的相關多媒體資源：DC塔
- 官方网站 （德語）